# Адиабатические квантовые вычисления
Адиабатические квантовые вычисления — один из подходов к построению квантовых вычислений, основанный на адиабатической теореме, и близкий к квантовому отжигу. Идея метода заключается в рассмотрении гамильтониана сложной задачи, как гамильтониан некоторой более простой задачи плюс некоторая добавка, которая в процессе эволюции квантовой системы приводит к гамильтониану исходной задачи. Интерес представляет основное состояние системы. Адиабатическая теорема гарантирует, что при достаточно медленной эволюции система будет оставаться в основном состоянии.
Из практических реализаций к системам, реализующим адиабатические квантовые вычисления, могут быть отнесены квантовые компьютеры D-Wave (использующие технологию квантового отжига).